# UFC Fight Night: Santos vs. Teixeira
UFC Fight Night: Santos vs. Teixeira (conosciuto anche come UFC Fight Night 182, oppure UFC on ESPN+ 40, o anche UFC Vegas 13) è stato un evento di arti marziali miste tenuto dalla Ultimate Fighting Championship il 7 novembre 2020 all'UFC APEX di Las Vegas, negli Stati Uniti.

## Risultati
|                  | Divisione             |                  |                 |                        | Metodo                                  | Round           | Tempo           | Premio          |
| Card Principale  | Card Principale       | Card Principale  | Card Principale | Card Principale        | Card Principale                         | Card Principale | Card Principale | Card Principale |
| ---------------- | --------------------- | ---------------- | --------------- | ---------------------- | --------------------------------------- | --------------- | --------------- | --------------- |
|                  | Pesi mediomassimi     | Glover Teixeira  | batte           | Thiago Santos          | Sottomissione (rear-naked choke)        | 3               | 1:49            |                 |
|                  | Pesi massimi          | Andrei Arlovski  | batte           | Tanner Boser           | Decisione unanime (29–28, 29–28, 29–28) | 3               | 5:00            |                 |
|                  | Pesi gallo            | Raoni Barcelos   | batte           | Khalid Taha            | Decisione unanime (30–27, 30–27, 30–27) | 3               | 5:00            | FOTN            |
|                  | Pesi piuma            | Giga Chikadze    | batte           | Jamey Simmons          | KO tecnico (calcio alla testa e pugni)  | 1               | 3:51            | POTN            |
|                  | Pesi paglia femminili | Yan Xiaonan      | batte           | Cláudia Gadelha        | Decisione unanime (29–28, 29–28, 29–28) | 3               | 5:00            |                 |
| Card Preliminare |                       |                  |                 |                        |                                         |                 |                 |                 |
|                  | Pesi medi             | Trevin Giles     | batte           | Bevon Lewis            | KO tecnico (pugni)                      | 3               | 1:26            |                 |
|                  | Pesi massimi          | Alexandr Romanov | batte           | Marcos Rogério de Lima | Sottomissione tecnica (forearm choke)   | 3               | 1:26            | POTN            |
|                  | Pesi piuma            | Darren Elkins    | batte           | Luiz Eduardo Garagorri | Sottomissione (rear-naked choke)        | 3               | 2:22            |                 |
|                  | Pesi welter           | Max Griffin      | batte           | Ramiz Brahimaj         | KO tecnico (stop medico)                | 3               | 2:03            |                 |
|                  | Pesi gallo            | Gustavo Lopez    | batte           | Anthony Birchak        | Sottomissione (rear-naked choke)        | 1               | 2:43            |                 |

## Premi
I lottatori premiati ricevettero un bonus di 50.000 dollari.
Legenda:
- FOTN: Fight of the Night (vengono premiati entrambi gli atleti per il miglior incontro dell'evento)
- POTN: Performance of the Night (viene premiato il vincitore per la migliore performance dell'evento)